# Australentulus betschi
Australentulus betschi är en urinsektsart som beskrevs av Josef Nosek 1978. Australentulus betschi ingår i släktet Australentulus och familjen lönntrevfotingar. Inga underarter finns listade.